# Rajåstjärnen
Rajåstjärnen är en sjö i Bergs kommun i Härjedalen och ingår i Ljungans huvudavrinningsområde. Sjön har en area på 0,0549 kvadratkilometer och ligger 588,7 meter över havet.

## Delavrinningsområde
Rajåstjärnen ingår i det delavrinningsområde (696797-136214) som SMHI kallar för Utloppet av Storsjön. Medelhöjden är 644 meter över havet och ytan är 115,88 kvadratkilometer. Räknas de 143 avrinningsområdena uppströms in blir den ackumulerade arean 953,76 kvadratkilometer. Avrinningsområdets utflöde Ljungan mynnar i havet. Avrinningsområdet består mestadels av skog (59 procent). Avrinningsområdet har 28,18 kvadratkilometer vattenytor vilket ger det en sjöprocent på 24,3 procent.